# Parafia św. Mateusza Ewangelisty w Dalikowie
Parafia św. Mateusza Ewangelisty w Dalikowie – parafia rzymskokatolicka znajdująca się w archidiecezji łódzkiej w dekanacie aleksandrowskim.

## Rys historyczny
Data erygowania: 1422-1436 (abp gnieźnieński Wojciech herbu Jastrzębiec)
Historia budowy kościoła i jego architektura:
Wzniesiony w latach 1908–1913 według projektu warszawskiego arch. Apoloniusza Nieniewskiego, neogotycki, trzynawowy, w formie krzyża, konsekrowany 21 VIII 1921 r. przez bpa Wincentego Tymienieckiego (pierwsza konsekracja kościoła w diecezji). Jest to kościół w stylu gotyku nadwiślańskiego. Powstał on na miejscu starszego, modrzewiowego z XVII w., który spłonął wraz z całą wsią po bitwie pod Dalikowem 1863 r. Obecny kościół, murowany zbudowany został dzięki staraniom parafian w latach 1908-1913 zgodnie z projektem warszawskiego architekta Apolloniusza Nieniewskiego. Trzeba nadmienić, iż sama parafia została erygowana w latach 1422-1436. W czasie I wojny światowej został poważnie uszkodzony. Gruntownie odbudowany w latach 1918-1920. Ponownie całkiem zniszczony podczas II wojny światowej, odbudowany w 1947 r. Kościół ten jest trójnawowy, z wielobocznie zamkniętym prezbiterium oraz sklepieniem krzyżowym. Posiada on również wysoką wieżę i kaplicę z obrazem Matki Bożej. Wyposażony jest w stylu neogotyckim. Na uwagę zasługuje zabytkowa ambona z wizerunkami czterech Ewangelistów oraz obraz św. Antoniego Padewskiego z Dzieciątkiem Jezus.

## Kaplice na terenie parafii
Jedyną kaplicą na terenie parafii jest neogotycka kaplica pw. św. Rocha (opiekuna parafii) z 1867 r., znajdująca się na terenie tutejszego cmentarza. Ufundowany został on przez rodzinę Wardęskich. Powstał na miejscu starszej świątyni św. Ducha. Jest to świątynia murowana, jednonawowa, orientowana, z dwuspadowym dachem oraz półokrągło zamkniętym prezbiterium, nad którym znajduje się niewielka wieżyczka. Fasada posiada dwie nisze, datę rozpoczęcia budowy nad wejściem a zakończona jest spływowym szczytem z wolutami i ceglanymi sterczynami. Wewnątrz uwagę zwraca ołtarz z obrazem św. Rocha (towarzyszą mu zwierzęta gospodarskie oraz pies). Wyposażenie nosi cechy późnego gotyku i baroku. Pod świątynią znajdują się groby członków rodziny Wardęskich.

## Cmentarz grzebalny
Cmentarz parafialny grzebalny o powierzchni 1ha, oddalony o 800m od kościoła parafialnego, przy ulicy Wschodniej. Na terenie cmentarza znajduje się kaplica parafialna św. Rocha oraz zbiorowa mogiła powstańców styczniowych, poległych w bitwie pod Dalikowem. W odnowionej mogile na cmentarzu leżą prochy prawdopodobnie 63 powstańców, w symbolicznej mogile po lewej stronie bramy głównej – nie ustalona liczba spalonych mieszkańców wsi.

## Grupy parafialne
Żywa Róża, Oaza, Bractwo Światła

### Proboszczowie
- ks. Stanisław Padkowski 1898-1907

- ks. Wincenty Siedlecki 1907-1908

- ks. Hipolit Pyszyński 1908-1922
- ks. Gustaw Witkowski 1922–1930
- ks. Stefan Janiak 1936–1942
- ks. Edwin Grochowski 1945–1946
- ks. Władysław Włodarczyk 1946–1971
- ks. Tadeusz Sujkowski 1971–1975
- ks. Grzegorz Kudrzycki 1975–1980
- ks. Stanisław Wojtyra 1980–2010
- ks. Stanisław Łaski 2010-

### Księża pochodzący z parafii
- † ks. Stefan Janiak, wyśw. 1936
- ks. Krzysztof Krzemiński, wyśw. 1991 (diec. toruńska)
- ks. Jan Wiktorowski, wyśw. 1957

### Zakonnicy pochodzący z parafii
- br. Kamil Kaczmarek, franciszkanin
- Sługa Boży ks. Stanisław Felczak SJ

### Zakonnice pochodzące z parafii
- s. Daniela [Romualda] Arkusz, 1952, Wspólnej Pracy od Niepokalanej Maryi
- s. Romualda Ciołkowska, niepokalanka
- s. Maria [Macieja] Matczak, 1948, pasterka

### Księgi metrykalne
Wiek XIX i XX niekompletne (brak ciągłości),
ochrzczonych 1946–2006, małżeństw 1946–2006, zmarłych 1946–2006.

### Obsada parafii
- ks. Proboszcz Stanisław Łaski

### Plebania
Wybudowana w 1964 r., murowana, kanalizacja, centralne ogrzewanie, pl. Powstańców 5.

### Triduum Eucharystyczne
Niedziela Zesłania Ducha Świętego, poniedziałek i wtorek.